# Zhongshan (forskningsstation)
Zhongshan är en kinesisk forskningsstation i Antarktis. Den ligger i Larsemann Hills vid Prydz Bay, Princess Elizabeth Land, och öppnades 1989. Stationen är bemannad året om, och har en kapacitet på 15 personer om vintern och 30 personer om sommaren. Stationen drivs av det kinesiska polarforskningsinstitutet, och var den andra kinesiska forskningsstationen i Antarktis efter Great Wall på Sydshetlandsöarna. 
Vid Zhongshan bedrivs forskning inom bland annat marinbiologi, geologi, glaciologi och jordens atmosfär. Stationen är också utgångspunkt för expeditioner till inlandsisen, inte minst till de kinesiska forskningsstationerna  Kunlun vid Dome A och Taishan.
Zhongshan ligger i närheten av den ryska stationen Progress och den rumänska stationen Law-Racoviţă (forskningsstation).